# Leland (Illinois)
Leland és una població dels Estats Units a l'estat d'Illinois. Segons el cens del 2000 tenia 970 habitants.

## Demografia
Segons el cens del 2000, Leland tenia 970 habitants, 354 habitatges, i 260 famílies. La densitat de població era de 693,6 habitants/km².
Dels 354 habitatges en un 38,4% hi vivien nens de menys de 18 anys, en un 63% hi vivien parelles casades, en un 6,5% dones solteres, i en un 26,3% no eren unitats familiars. En el 23,4% dels habitatges hi vivien persones soles el 10,5% de les quals corresponia a persones de 65 anys o més que vivien soles. El nombre mitjà de persones vivint en cada habitatge era de 2,74 i el nombre mitjà de persones que vivien en cada família era de 3,27.
Per edats la població es repartia de la següent manera: un 30% tenia menys de 18 anys, un 7,6% entre 18 i 24, un 29,5% entre 25 i 44, un 22,5% de 45 a 60 i un 10,4% 65 anys o més.
L'edat mediana era de 34 anys. Per cada 100 dones de 18 o més anys hi havia 100,3 homes.
La renda mediana per habitatge era de 45.417 $ i la renda mediana per família de 50.417 $. Els homes tenien una renda mediana de 38.125 $ mentre que les dones 23.750 $. La renda per capita de la població era de 17.142 $. Aproximadament el 4,6% de les famílies i el 6,4% de la població estaven per davall del llindar de pobresa.

## Poblacions més properes
El següent diagrama mostra les poblacions més properes.